# AJR (groupe)
Pour les articles homonymes, voir AJR.
AJR est un groupe de pop indépendante américain, originaire de New York. Il est composé des frères Adam Brett Met, Jack Evan Met et Ryan Joshua Met.

## Histoire

### Débuts et premier album (2005-2016)
En 2005, les frères Adam, Jack et Ryan Met commencent à jouer de la musique dans l'appartement familial de Chelsea à New York. Ils se produisent alors à Washington Square Park et Central Park. Grâce à l'argent qu'ils récoltent, les frères achètent des instruments — basse, échantillonneur et ukulélé — pour écrire, enregistrer et produire leur musique. C'est ainsi qu'ils réaliseront leurs premiers albums, dans leur appartement.
Après plusieurs années sans succès, AJR envoie I'm Ready à plusieurs médias et célébrités,. Par l'intermédiaire de Sia et de son manager, le groupe rencontre Steve Greenberg qui devient leur co-manager et les aide à créer leur propre label. Contenant un échantillon de Bob l'éponge, I'm Ready connaît en 2013 un certain succès — notamment à la radio — qui permet à AJR de faire la première partie plusieurs artistes dont Demi Lovato,.
Porté par le succès relatif du titre I'm Ready, AJR sort deux extended plays : I'm Ready EP et Break You Down. AJR sort en mars 2015 son premier album sous les labels AJR Productions et Warner Brothers Records. L'album s'intitule Living Room, ayant été créée dans le salon (en anglais : living room) de leur appartement new-yorkais. Le coût de l'album est estimé à environ 3 000 dollars, principalement pour les droits d'auteurs liés à Bob l'éponge.

### Albums auto-produits (2017-2021)
AJR sort The Click en 2017 et Neotheater en 2019.
En janvier 2021, plusieurs mois après sa sortie, Bang! atteint la 8e place du Billboard Hot 100 et devient le premier single d'AJR à atteindre le top 10 des ventes américaines. Avec Way Less Sad, qui connaît également un certain succès, Bang! apparaît sur l'album OK Orchestra sorti en 2021.

### Depuis 2022
En mai 2022, AJR signe chez Mercury Records.

## Style
AJR est généralement qualifié de groupe de pop indépendante,.
Pour Piet Levy du Milwaukee Journal Sentinel, le groupe « a développé une base de fans passionnée en adressant les angoisses de la vie avec une musique pop grandiloquente, inspirée de Broadway et des spectacles enjoués ». Leurs textes évoquent souvent les difficultés du passage de l'adolescence à l'âge adulte, ponctués de références autobiographiques et de références à la culture pop. Du point de vue musical, les voix d'AJR sont modifiées électroniquement, à l'image des lignes de basse du dubstep.
Parmi ses influences, le groupe cite des artistes des années 1960 (The Beach Boys, The Beatles, Frankie Valli] et Simon and Garfunkel), et des musiciens de hip-hop comme Kanye West ou 
Kendrick Lamar.
Le groupe est notamment connu pour ses concerts avec d'importants effets visuels.

## Membres
Le groupe est composé de trois frères, dont les initiales sont AJR :
- Adam
- Ryan
- Jack

Les frères sont accompagnés en tournée par Chris Berry (batteur) et Arnetta Johnson (trompettiste et claviériste).

## Nominations et récompenses
| Année | Cérémonie                | Travail nommé                            | Catégorie                                 | Résultat   |
| ----- | ------------------------ | ---------------------------------------- | ----------------------------------------- | ---------- |
| 2019  | iHeartRadio Music Awards | AJR                                      | Meilleur nouvel artiste rock / alternatif | Nomination |
| 2019  | Teen Choice Awards       | AJR                                      | Meilleur artiste rock                     | Nomination |
| 2019  | Teen Choice Awards       | 100 Bad Days                             | Meilleure chanson rock                    | Nomination |
| 2021  | Billboard Music Awards   | AJR                                      | Meilleur artiste rock                     | Nomination |
| 2021  | Billboard Music Awards   | AJR                                      | Meilleur duo/groupe                       | Nomination |
| 2021  | Billboard Music Awards   | Bang!                                    | Meilleure chanson rock                    | Lauréat    |
| 2021  | iHeartRadio Music Awards | AJR                                      | Artiste alternatif de l'année             | Nomination |
| 2021  | iHeartRadio Music Awards | Bang!                                    | Chanson alternative de l'année            | Nomination |
| 2021  | American Music Awards    | AJR                                      | Meilleur duo ou groupe pop                | Nomination |
| 2021  | American Music Awards    | AJR                                      | Meilleur artiste rock                     | Nomination |
| 2022  | iHeartRadio Music Awards | AJR                                      | Meilleur duo ou groupe de l'année         | Nomination |
| 2022  | iHeartRadio Music Awards | All My Favorite Songs (Weezer feat. AJR) | Chanson alternative de l'année            | Nomination |
| 2022  | Billboard Music Awards   | OK Orchestra                             | Meilleur album rock                       | Nomination |